# Bejinge
Bejinge est un village du Cameroun situé dans la région du Nord-Ouest, le département du Menchum, l'arrondissement de Menchum Valley et la commune de Benakuma, à proximité de la frontière avec le Nigeria.

## Localisation
Bejinge est localisé à 6° 29' 23 N et 9° 52' 42 E à environ 38 km de distance de Bamenda, le chef lieu de la Région du Nord-Ouest et à 343 km de Yaoundé la capitale du Cameroun.

## Population
Lors du recensement de 2005, on y a dénombré 599 personnes dont 295 hommes et 304 femmes.

## Éducation
Il y a deux écoles publiques G.S. Bejinge et G.S. Kekekemu.